# Виктория, Густаво
Густаво Андрес Виктория Раве (исп. Gustavo Andres Victoria Rave ; 14 мая 1980 год, Армения, Колумбия) — колумбийский футболист, левый защитник и полузащитник. Выступал за сборную Колумбии.

## Клубная карьера
Профессиональную футбольную карьеру начал на родине, где выступал за «Депортес Киндио», «Кортулуа» и «Депортиво Кали». В 2001 году он перебрался в Турцию, где играл за «Галатасарай», после полугодичного пребывания в «Депортиво Кали», вновь вернулся в Турцию, где уже выступал за «Газиантепспор», откуда в 2003 году он перешёл в «Ризеспор», за который Густаво играл вплоть до 2008 года, за исключением 2005 года, в котором он был отдан в аренду в колумбийский «Мильонариос». Его контракт с «Ризеспор» закончился в 2008 году, и он вернулся, в Колумбию, где он играл за «Америку» из Кали в 2009 году, вскоре подписал контракт с «Депортиво Перейра», за который выступал до конца 2012 года. С 2013 года играет за перуанский клуб «Инти Гас Депортес».

## Сборная
В 2004 году он играл за национальную сборную Колумбии на Кубке Америки, всего же за сборную провёл 7 матчей, забитыми мячами не отметился.

## Личная жизнь
Во время выступления в Турции в декабре 2007 года заявил, что после общения с друзьями, и длительного времени проведённого в Интернете, двумя месяцами ранее он вместе с со своей женой Паолой принял ислам.